# Gran Premio motociclistico della Comunità Valenciana 2020
Il Gran Premio motociclistico della Comunità Valenciana 2020 è stato la penultima prova su quindici del motomondiale 2020, disputato il 15 novembre sul circuito Ricardo Tormo. Le vittorie nelle tre classi sono andate rispettivamente a: Franco Morbidelli in MotoGP, Jorge Martín in Moto2 e Tony Arbolino in Moto3. Al termine del GP il pilota spagnolo Joan Mir si è laureato campione del mondo nella classe MotoGP.

## MotoGP
Iker Lecuona non partecipa al Gran Premio in quanto positivo al COVID-19.

### Arrivati al traguardo
| Pos. | Nº | Pilota            | Squadra                     | Motocicletta       | Giri | Tempo     | Griglia | Punti |
| ---- | -- | ----------------- | --------------------------- | ------------------ | ---- | --------- | ------- | ----- |
| 1º   | 21 | Franco Morbidelli | Petronas Yamaha SRT         | Yamaha YZR-M1      | 27   | 41'22.478 | 1º      | 25    |
| 2º   | 43 | Jack Miller       | Pramac Racing               | Ducati Desmosedici | 27   | +0.093    | 2º      | 20    |
| 3º   | 44 | Pol Espargaró     | Red Bull KTM Factory Racing | KTM RC16           | 27   | +3.006    | 5º      | 16    |
| 4º   | 42 | Álex Rins         | Suzuki Ecstar               | Suzuki GSX-RR      | 27   | +3.697    | 14º     | 13    |
| 5º   | 33 | Brad Binder       | Red Bull KTM Factory Racing | KTM RC16           | 27   | +4.127    | 9º      | 11    |
| 6º   | 88 | Miguel Oliveira   | Red Bull KTM Tech3          | KTM RC16           | 27   | +7.272    | 10º     | 10    |
| 7º   | 36 | Joan Mir          | Suzuki Ecstar               | Suzuki GSX-RR      | 27   | +8.703    | 12º     | 9     |
| 8º   | 4  | Andrea Dovizioso  | Ducati Team                 | Ducati Desmosedici | 27   | +8.729    | 17º     | 8     |
| 9º   | 41 | Aleix Espargaró   | Aprilia Racing Team Gresini | Aprilia RS-GP      | 27   | +15.512   | 7º      | 7     |
| 10º  | 12 | Maverick Viñales  | Monster Energy Yamaha       | Yamaha YZR-M1      | 27   | +19.043   | 6º      | 6     |
| 11º  | 63 | Francesco Bagnaia | Pramac Racing               | Ducati Desmosedici | 27   | +19.456   | 8º      | 5     |
| 12º  | 46 | Valentino Rossi   | Monster Energy Yamaha       | Yamaha YZR-M1      | 27   | +19.717   | 16º     | 4     |
| 13º  | 35 | Cal Crutchlow     | LCR Honda Castrol           | Honda RC213V       | 27   | +23.802   | 13º     | 3     |
| 14º  | 6  | Stefan Bradl      | Repsol Honda                | Honda RC213V       | 27   | +27.430   | 18º     | 2     |
| 15º  | 9  | Danilo Petrucci   | Ducati Team                 | Ducati Desmosedici | 27   | +30.570   | 15º     | 1     |
| 16º  | 73 | Álex Márquez      | Repsol Honda                | Honda RC213V       | 27   | +30.619   | 20º     |       |
| 17º  | 53 | Esteve Rabat      | Esponsorama Racing          | Honda RC213V       | 27   | +42.365   | 19º     |       |
| 18º  | 32 | Lorenzo Savadori  | Aprilia Racing Team Gresini | Aprilia RS-GP      | 27   | +46.472   | 21º     |       |

### Ritirati
| Nº | Pilota           | Squadra             | Motocicletta       | Giri | Griglia |
| -- | ---------------- | ------------------- | ------------------ | ---- | ------- |
| 30 | Takaaki Nakagami | LCR Honda Idemitsu  | Honda RC213V       | 18   | 3º      |
| 20 | Fabio Quartararo | Petronas Yamaha SRT | Yamaha YZR-M1      | 8    | 11º     |
| 5  | Johann Zarco     | Esponsorama Racing  | Ducati Desmosedici | 5    | 4º      |

## Moto2
Jake Dixon non prende parte alla gara per un infortunio.

### Arrivati al traguardo
| Pos. | Nº | Pilota                      | Squadra                  | Motocicletta | Giri | Tempo     | Griglia | Punti |
| ---- | -- | --------------------------- | ------------------------ | ------------ | ---- | --------- | ------- | ----- |
| 1º   | 88 | Jorge Martín                | Red Bull KTM Ajo         | Kalex        | 25   | 40'02.225 | 5º      | 25    |
| 2º   | 40 | Héctor Garzó                | Flexbox HP 40            | Kalex        | 25   | +0.072    | 2º      | 20    |
| 3º   | 72 | Marco Bezzecchi             | SKY Racing Team VR46     | Kalex        | 25   | +0.204    | 3º      | 16    |
| 4º   | 23 | Marcel Schrötter            | Liqui Moly Intact GP     | Kalex        | 25   | +0.689    | 7º      | 13    |
| 5º   | 10 | Luca Marini                 | SKY Racing Team VR46     | Kalex        | 25   | +0.812    | 10º     | 11    |
| 6º   | 33 | Enea Bastianini             | Italtrans Racing         | Kalex        | 25   | +2.329    | 12º     | 10    |
| 7º   | 87 | Remy Gardner                | Onexox TKKR SAG          | Kalex        | 25   | +8.973    | 19º     | 9     |
| 8º   | 64 | Bo Bendsneyder              | NTS RW Racing GP         | NTS          | 25   | +9.720    | 9º      | 8     |
| 9º   | 11 | Nicolò Bulega               | Federal Oil Gresini      | Kalex        | 25   | +11.596   | 14º     | 7     |
| 10º  | 7  | Lorenzo Baldassarri         | Flexbox HP 40            | Kalex        | 25   | +11.836   | 8º      | 6     |
| 11º  | 16 | Joe Roberts                 | Tennor American Racing   | Kalex        | 25   | +12.369   | 16º     | 5     |
| 12º  | 45 | Tetsuta Nagashima           | Red Bull KTM Ajo         | Kalex        | 25   | +13.041   | 23º     | 4     |
| 13º  | 97 | Xavi Vierge                 | Petronas Sprinta Racing  | Kalex        | 25   | +13.495   | 13º     | 3     |
| 14º  | 22 | Sam Lowes                   | EG 0,0 Marc VDS          | Kalex        | 25   | +15.345   | 18º     | 2     |
| 15º  | 37 | Augusto Fernández           | EG 0,0 Marc VDS          | Kalex        | 25   | +15.557   | 21º     | 1     |
| 16º  | 12 | Thomas Lüthi                | Liqui Moly Intact GP     | Kalex        | 25   | +18.954   | 17º     |       |
| 17º  | 24 | Simone Corsi                | MV Agusta Forward Racing | MV Agusta F2 | 25   | +26.947   | 11º     |       |
| 18º  | 35 | Somkiat Chantra             | Idemitsu Honda Team Asia | Kalex        | 25   | +36.336   | 25º     |       |
| 19º  | 55 | Hafizh Syahrin              | Inde Aspar Team          | Speed Up     | 25   | +42.068   | 26º     |       |
| 20º  | 99 | Kasma Daniel Bin Kasmayudin | Onexox TKKR SAG          | Kalex        | 25   | +46.792   | 28º     |       |
| 21º  | 74 | Piotr Biesiekirski          | NTS RW Racing GP         | NTS          | 25   | +50.162   | 29º     |       |

### Ritirati
| Nº | Pilota                | Squadra                  | Motocicletta | Giri | Griglia |
| -- | --------------------- | ------------------------ | ------------ | ---- | ------- |
| 21 | Fabio Di Giannantonio | MB Conveyors Speed Up    | Speed Up     | 24   | 4º      |
| 57 | Edgar Pons            | Federal Oil Gresini      | Kalex        | 23   | 22º     |
| 44 | Arón Canet            | Inde Aspar Team          | Speed Up     | 21   | 20º     |
| 9  | Jorge Navarro         | MB Conveyors Speed Up    | Speed Up     | 17   | 15º     |
| 19 | Lorenzo Dalla Porta   | Italtrans Racing         | Kalex        | 14   | 24º     |
| 62 | Stefano Manzi         | MV Agusta Forward Racing | MV Agusta F2 | 10   | 1º      |
| 27 | Andi Farid Izdihar    | Idemitsu Honda Team Asia | Kalex        | 8    | 27º     |
| 42 | Marcos Ramírez        | Tennor American Racing   | Kalex        | 6    | 6º      |

## Moto3
Filip Salač non prende parte alla gara per un infortunio durante le prove libere.

### Arrivati al traguardo
| Pos. | Nº | Pilota            | Squadra                       | Motocicletta | Giri | Tempo     | Griglia | Punti |
| ---- | -- | ----------------- | ----------------------------- | ------------ | ---- | --------- | ------- | ----- |
| 1º   | 14 | Tony Arbolino     | Rivacold Snipers              | Honda        | 23   | 38'17.462 | 13º     | 25    |
| 2º   | 11 | Sergio García     | Estrella Galicia 0,0          | Honda        | 23   | +1.142    | 17º     | 20    |
| 3º   | 25 | Raúl Fernández    | Red Bull KTM Ajo              | KTM          | 23   | +1.292    | 3º      | 16    |
| 4º   | 75 | Albert Arenas     | Gaviota Aspar                 | KTM          | 23   | +2.825    | 6º      | 13    |
| 5º   | 40 | Darryn Binder     | CIP Green Power               | KTM          | 23   | +2.999    | 1º      | 11    |
| 6º   | 53 | Deniz Öncü        | Red Bull KTM Tech 3           | KTM          | 23   | +3.208    | 11º     | 10    |
| 7º   | 16 | Andrea Migno      | SKY Racing Team VR46          | KTM          | 23   | +9.836    | 5º      | 9     |
| 8º   | 79 | Ai Ogura          | Honda Team Asia               | Honda        | 23   | +9.852    | 7º      | 8     |
| 9º   | 5  | Jaume Masiá       | Leopard Racing                | Honda        | 23   | +9.864    | 4º      | 7     |
| 10º  | 52 | Jeremy Alcoba     | Kömmerling Gresini            | Honda        | 23   | +12.802   | 15º     | 6     |
| 11º  | 17 | John McPhee       | Petronas Sprinta Racing       | Honda        | 23   | +12.879   | 16º     | 5     |
| 12º  | 55 | Romano Fenati     | Sterilgarda Max Racing Team   | Husqvarna    | 23   | +14.513   | 14º     | 4     |
| 13º  | 82 | Stefano Nepa      | Gaviota Aspar                 | KTM          | 23   | +15.340   | 19º     | 3     |
| 14º  | 23 | Niccolò Antonelli | SIC58 Squadra Corse           | Honda        | 23   | +15.619   | 10º     | 2     |
| 15º  | 6  | Ryusei Yamanaka   | Estrella Galicia 0,0          | Honda        | 23   | +24.297   | 20º     | 1     |
| 16º  | 7  | Dennis Foggia     | Leopard Racing                | Honda        | 23   | +24.320   | 27º     |       |
| 17º  | 70 | Barry Baltus      | CarXpert PrüstelGP            | KTM          | 23   | +24.666   | 24º     |       |
| 18º  | 92 | Yuki Kunii        | Honda Team Asia               | Honda        | 23   | +24.690   | 12º     |       |
| 19º  | 71 | Ayumu Sasaki      | Red Bull KTM Tech 3           | KTM          | 23   | +27.484   | 26º     |       |
| 20º  | 9  | Davide Pizzoli    | BOE Skull Rider Facile Energy | KTM          | 23   | +27.754   | 25º     |       |
| 21º  | 99 | Carlos Tatay      | Reale Avintia Moto3           | KTM          | 23   | +28.093   | 29º     |       |
| 22º  | 50 | Jason Dupasquier  | CarXpert PrüstelGP            | KTM          | 23   | +28.138   | 23º     |       |
| 23º  | 54 | Riccardo Rossi    | BOE Skull Rider Facile Energy | KTM          | 23   | +30.718   | 18º     |       |
| 24º  | 13 | Celestino Vietti  | SKY Racing Team VR46          | KTM          | 23   | +48.093   | 4º      |       |

### Ritirati
| Nº | Pilota             | Squadra                     | Motocicletta | Giri | Griglia |
| -- | ------------------ | --------------------------- | ------------ | ---- | ------- |
| 89 | Khairul Idham Pawi | Petronas Sprinta Racing     | Honda        | 21   | 28º     |
| 21 | Alonso López       | Sterilgarda Max Racing Team | Husqvarna    | 7    | 21º     |
| 2  | Gabriel Rodrigo    | Kömmerling Gresini          | Honda        | 7    | 30º     |
| 27 | Kaito Toba         | Red Bull KTM Ajo            | KTM          | 1    | 2º      |
| 24 | Tatsuki Suzuki     | SIC58 Squadra Corse         | Honda        | 1    | 8º      |
| 73 | Maximilian Kofler  | CIP Green Power             | KTM          | 0    | 22º     |